# 希腊—伊朗关系
希腊-伊朗关系是指希腊与伊朗之间的外交关系。希腊在德黑兰设有大使馆，而伊朗则在雅典設有大使馆。
2014年，73%的希腊人对伊朗的负面看法，而只有19%的人对伊朗有正面看法。 
希腊是少数支持暗杀卡西姆·苏莱曼尼的国家之一。伊朗則表示，如果在美国和伊朗之间发生冲突时希腊允许美国使用該國境內的军事基地，伊朗将予以回擊。
2019冠状病毒病疫情期间，希腊向伊朗捐赠了200,000劑疫苗。
2022年4月，由于欧盟因2022年俄羅斯入侵烏克蘭而对俄罗斯实施制裁，希腊当局没收了一艘俄罗斯油輪上的伊朗石油。2022年5月，伊朗士兵在波斯湾扣押了两艘希腊油轮并将船员扣为人质。 